# Axiome
Pour l’article ayant un titre homophone, voir Axiom.
 (mars 2017).
Si vous disposez d'ouvrages ou d'articles de référence ou si vous connaissez des sites web de qualité traitant du thème abordé ici, merci de compléter l'article en donnant les références utiles à sa vérifiabilité et en les liant à la section « Notes et références ».

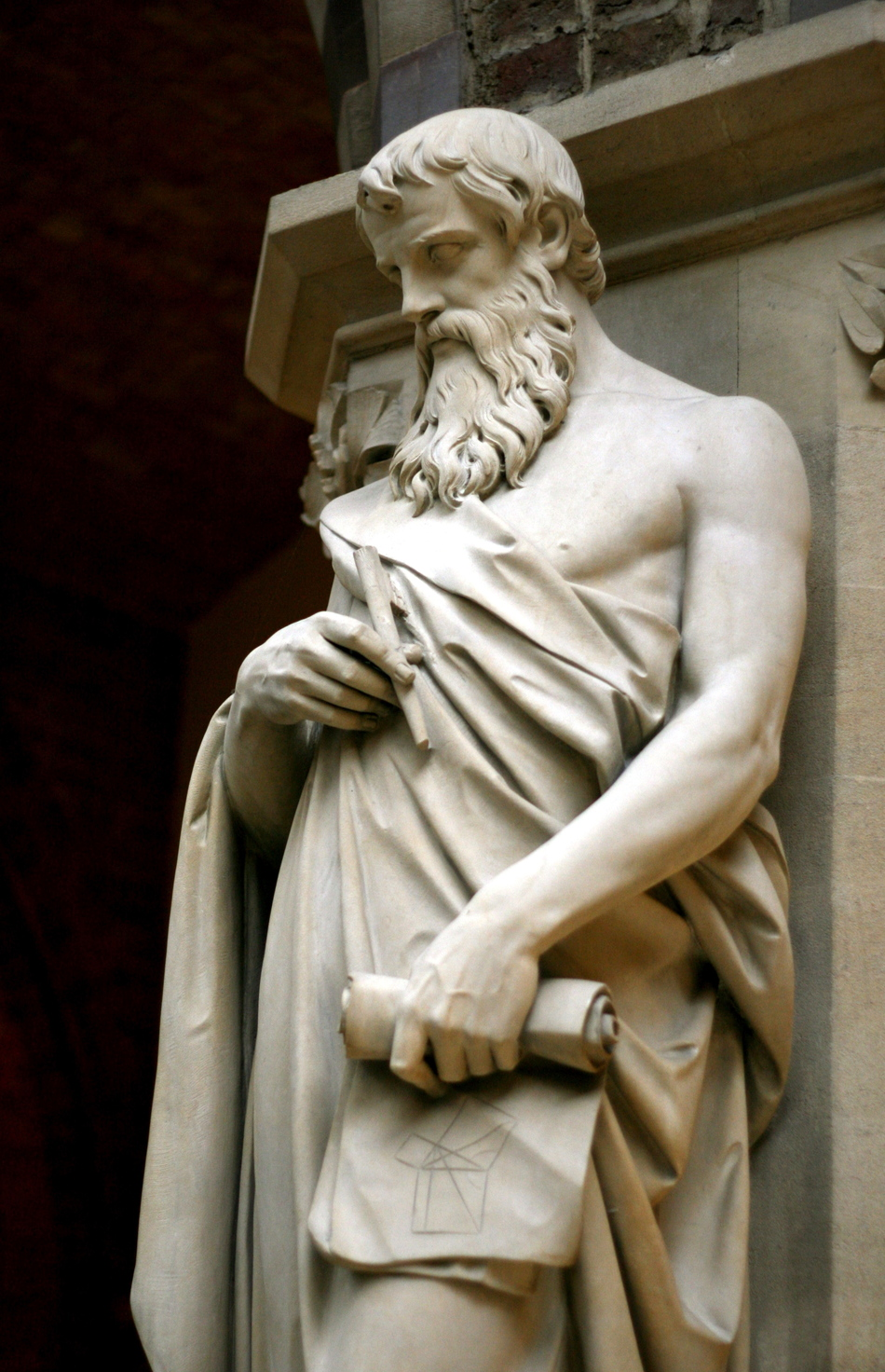
Statue du mathématicien Euclide.

Un axiome (en grec ancien ἀξίωμα / axíōma, « principe servant de base à une démonstration, principe évident en soi » – lui-même dérivé de ἀξιόω / axióō, « juger convenable, croire juste ») est une proposition non démontrée, utilisée comme fondement d’un raisonnement ou d’une théorie mathématique.

## Histoire

### Antiquité
Pour Euclide et certains philosophes grecs de l’Antiquité, un axiome était une affirmation qu'ils considéraient comme évidente et qui n'avait nul besoin de démonstration.

## Description

### Épistémologique
Pour l'épistémologie (branche de la philosophie des sciences), un axiome est une vérité évidente en soi sur laquelle une autre connaissance peut se reposer, autrement dit peut être construite. Tous les épistémologues n'admettent pas que les axiomes, dans ce sens du terme, existent. Dans certains courants philosophiques, comme l'objectivisme, le mot « axiome » a une connotation particulière : un énoncé est axiomatique s'il est impossible de le nier sans se contredire. Par exemple : « Il existe une vérité absolue » ou « Le langage existe » sont des axiomes.

### Mathématiques
En mathématiques, le mot « axiome » désignait une proposition qui est évidente en soi dans la tradition mathématique des Éléments d’Euclide. Il est utilisé désormais, en logique mathématique, pour désigner une proposition posée comme vraie à l'intérieur d'une théorie. L'ensemble des axiomes d'une théorie est l'axiomatique ou théorie axiomatique[réf. nécessaire]. Elle fonde la théorie : si les axiomes qui la fondent sont vrais, alors les propositions qui y sont démontrées le sont aussi.[pas clair] Tout système de logique formelle a ainsi comme point de départ des axiomes, et la pertinence[Quoi ?] d'une théorie dépend de la pertinence de ses axiomes et de leur interprétation. L'axiome est à la logique mathématique ce qu'est le principe à la physique théorique.

#### Exemple: arithmétique usuelle
Par exemple, on peut définir une arithmétique simple, comprenant un ensemble de « nombres »,  une loi de composition : l'addition notée « + », interne à cet ensemble, une égalité qui est réflexive, symétrique et transitive, et en posant (en s'inspirant un peu de Peano) :
1. un nombre noté 0 existe
2. tout nombre X a un successeur noté succ(X)
3. X + 0 = X
4. succ(X) + Y = X + succ(Y)

Des théorèmes peuvent être démontrés à partir de ces axiomes.
En utilisant ces axiomes, et en définissant les mots usuels 1, 2, 3, et ainsi de suite pour désigner les successeurs de 0 : succ(0), succ(succ(0)), succ(succ(succ(0))) respectivement, nous pouvons démontrer ce qui suit :
succ(X) = X + 1 (axiome 4 et 3)
et
| 1 + 2 = 1 + succ(1)                       | Développement de l'abréviation (2 = succ(1))           |
| 1 + 2 = succ(1) + 1                       | Axiome 4                                               |
| 1 + 2 = 2 + 1                             | Développement de l'abréviation (2 = succ(1))           |
| 1 + 2 = 2 + succ(0)                       | Développement de l'abréviation (1 = succ(0))           |
| 1 + 2 = 2 + 1 = succ(2) + 0 = 0 + succ(2) | Axiome 4                                               |
| 1 + 2 = 3 = 0 + 3                         | Axiome 3 et utilisation de l'abréviation (succ(2) = 3) |
| 0 + 1 = 1 + 0 = 1                         | Axiome 4 et 3 (1+0=1)                                  |
| X + succ(X) = succ(X) + X                 | pour tout X Axiome 4 et la symétrie de l'égalité       |

#### D'autres systèmes axiomatiques
Une proposition qui peut être déduite à partir d'un ensemble d’axiomes est un théorème de la théorie axiomatique associée à cet ensemble d'axiomes. Un ensemble d'axiomes est un système axiomatique et une théorie axiomatique consiste en un ensemble d'axiomes et des théorèmes qui en découlent.
Toute affirmation qui ne peut être déduite des axiomes et dont la négation ne peut pas non plus être déduite de ces mêmes axiomes peut être ajoutée comme axiome sans en modifier la cohérence.  On dit qu'une telle affirmation est indépendante des axiomes précédents.
L'ajout d'un nouvel axiome, s'il est indépendant des axiomes antérieurs, permet de démontrer de nouveaux théorèmes.

#### La géométrie d'Euclide
Le plus ancien et le plus célèbre système d'axiomes est probablement celui des cinq postulats d'Euclide. Ceux-ci s'avérèrent assez incomplets, et beaucoup plus d'axiomes sont nécessaires pour caractériser complètement la géométrie d'Euclide (Hilbert en a utilisé 26 dans son axiomatique de la géométrie euclidienne).
Le cinquième postulat (par un point en dehors d'une droite, il passe une unique parallèle à cette droite) a été suspecté d'être une conséquence des quatre premiers pendant presque deux millénaires. Finalement, il s'est avéré indépendant. En effet, nous pouvons supposer qu'aucune parallèle ne passe par un point situé en dehors d'une droite, ou qu'il existe une unique parallèle, ou encore qu'il en existe une infinité. Chacun de ces choix nous donne différentes formes alternatives de géométrie, dans lesquelles les mesures des angles intérieurs d'un triangle s'additionnent pour donner une valeur inférieure, égale ou supérieure à la mesure de l'angle formé par une droite (angle plat). Ces géométries sont celles elliptique, euclidienne et hyperbolique respectivement.
La relativité générale affirme que la masse donne à l'espace une courbure, c'est-à-dire que l'espace physique n'est pas euclidien.
Au XXe siècle, les théorèmes d'incomplétude de Gödel énoncent qu'aucune liste explicite d'axiomes suffisante pour démontrer quelques théorèmes très élémentaires sur les entiers (par exemple l'arithmétique de Robinson) ne peut être à la fois complète (chaque proposition peut être démontrée ou réfutée à l'intérieur du système) et cohérente (aucune proposition ne peut être à la fois démontrée et réfutée).